# Acroceuthes metaxanthana
Acroceuthes metaxanthana är en fjärilsart som beskrevs av Walker 1863. Acroceuthes metaxanthana ingår i släktet Acroceuthes och familjen vecklare. Inga underarter finns listade i Catalogue of Life.

## Bildgalleri

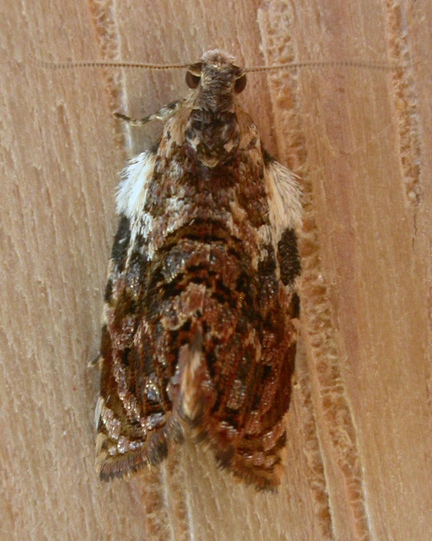
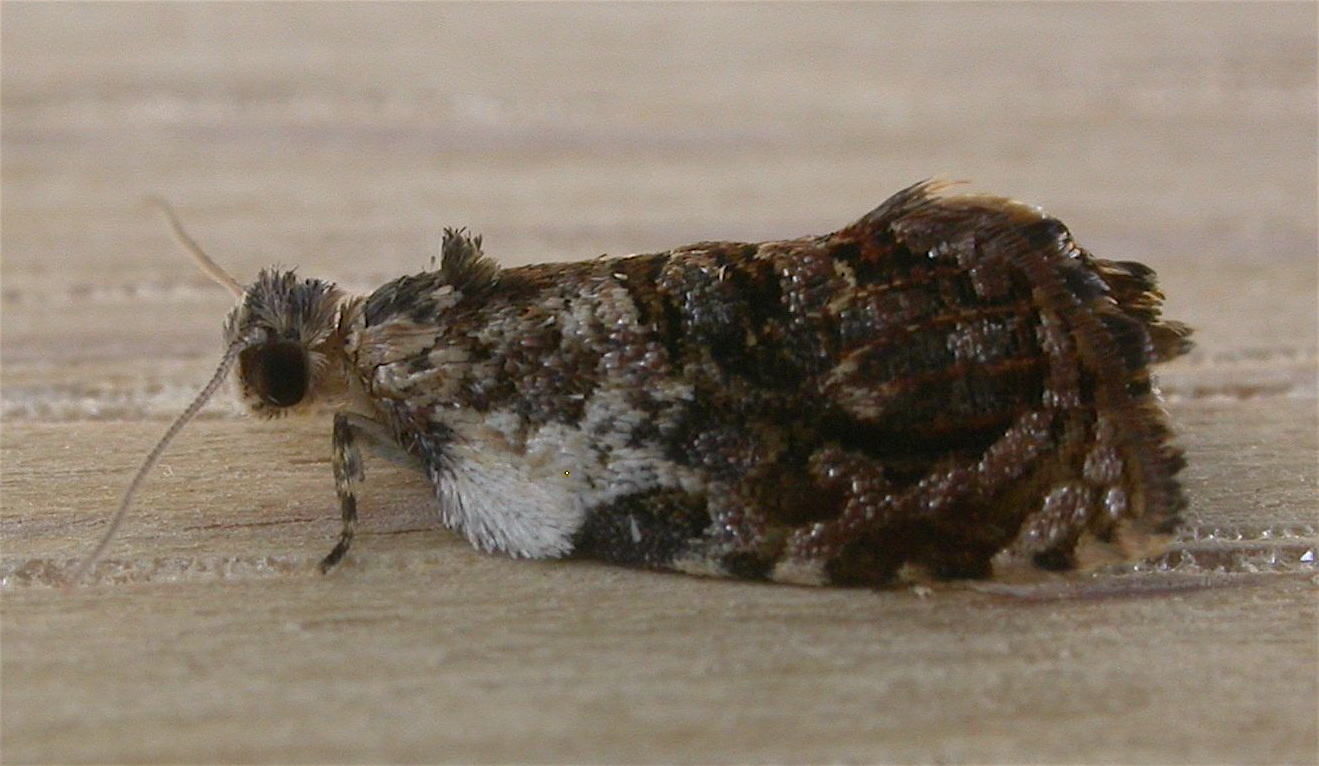